# 赵章成
赵章成（1905年—1969年），中国人民解放军将领、中国人民解放军开国少将。河南洛陽人，1905年出生。原是馮玉祥西北軍一部改編國民革命軍第二十六路軍的迫擊炮手，炮無虛發。1931年，由趙博生、董振堂、季振同等領導寧都起義，改編成紅五軍團，趙章成由此部隊加入紅軍。由於趙章成熟識迫擊炮操作技術，所以成為紅軍中技術幹部之一。趙章成是農民佛教徒：作戰開炮前，總要念念有詞：「不怨天不怨地，我是奉命射擊，冤鬼不要找我。」但也有记载称赵章成开炮前的手势是在进行徒手测距，所谓拜佛是旁人的误解。曾參與强渡大渡河。
曾任中国人民志愿军炮兵司令员。1955年，授予中国人民解放军少将。1958年，指揮中國人民解放軍炮兵與中華民國陸軍展開炮戰。